# Finlandyzacja

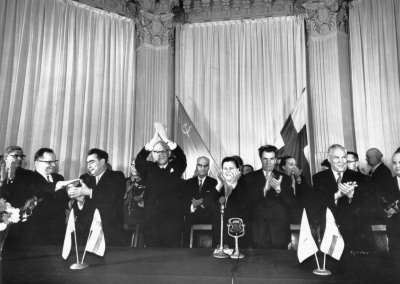
Urho Kekkonen i Leonid Breżniew w Moskwie, 1960

Finlandyzacja (fiń. suomettuminen) – ograniczenie przez obce mocarstwo swobody polityki zagranicznej innego państwa w zamian za brak interwencji w politykę wewnętrzną. Termin ten został wymyślony przez niemieckiego dziennikarza jako opis relacji Związku Radzieckiego i Finlandii w czasie zimnej wojny. Ich kształt był konsekwencją wojny zimowej oraz dużej dysproporcji sił obu krajów. Twórcą i realizatorem tej polityki był fiński prezydent Urho Kekkonen.
Wbrew planom ZSRR Finlandia po II wojnie światowej nie stała się ani kolejną republiką radziecką, ani państwem satelickim ZSRR. Niemniej straciła część terytorium na rzecz ZSRR i była w pewnym stopniu zależna od ZSRR, co przejawiało się w ścisłych związkach gospodarczych z nim oraz rosyjskich próbach interwencji w wewnętrzne sprawy Finlandii, dotyczące obsady wysokich stanowisk w tym kraju. Ponadto Finlandia w obawie przed ZSRR nie zaryzykowała przystąpienia do planu Marshalla. Finlandyzacja stanowiła autocenzurę, polegała na niedrażnieniu Moskwy, a czasami wręcz wychodzeniu naprzeciw jej zamiarom.

## W Polsce
W Polsce Jacek Kuroń w swojej niedoszłej pracy doktorskiej wskazywał na finlandyzację jako jeden z etapów odzyskania niezależności Polski od ZSRR. Można o tym przeczytać w jego pracach: Polityczna opozycja w Polsce („Kultura”, 11/1974) i Myśli o programie działania („Aneks”, nr 13–14/1977).